# Eloria melaphleba
Eloria melaphleba är en fjärilsart som beskrevs av Collenette 1950. Eloria melaphleba ingår i släktet Eloria och familjen tofsspinnare. Inga underarter finns listade i Catalogue of Life.